# Административно деление на католическата църква в Буркина Фасо
Административно деление на католическата църква в Буркина Фасо се състои от 3 митрополии, която се състои от 3 архиепархии и 12 епархии.
Административните единици на католическата църква в Буркина Фасо:
- Митрополия Бобо-Диуласо
  - Архиепархия Бобо-Диуласо
    - Епархия Банфора
    - Епархия Дедугу
    - Епархия Диебугу
    - Епархия Гауга
    - Епархия Нуна
- Митрополия Купела
  - Архиепархия Купела
    - Епархия Дори
    - Епархия Кая
    - Епархия Тенкодого
    - Епархия Фада Н'Гурма
- Митрополия Уагадугу
  - Архиепархия Уагадугу
    - Епархия Кудугу
    - Епархия Манга
    - Епархия Уахигуя